# Ouroux-sous-le-Bois-Sainte-Marie
 Ouroux-sous-le-Bois-Sainte-Marie  es una población y comuna francesa, en la región de Borgoña, departamento de Saona y Loira, en el distrito de Charolles y cantón de La Clayette.

## Demografía
| 108 | 113 | 84 | 81 | 74 | 70 |
| Para los censos de 1962 a 1999 la población legal corresponde a la población sin duplicidades (Fuente: INSEE [Consultar]) |     |    |    |    |    |